# Graafsepoort
Graafsepoort é um bairro do município de 's-Hertogenbosch. Ele tem 2,86 quilômetros quadrados e 12 980  habitantes.
O bairro é composto dos seguintes distritos:
1. Aawijk Noord
2. Graafsebuurt Zuid
3. Graafsebuurt Noord
4. Graafsepoort Noord
5. Hintham Zuid
6. Hintham Noord
7. Hinthamerpoort